# Rivula laetior
Rivula laetior là một loài bướm đêm trong họ Erebidae.